# Jean Alexandre Péridier
Pour les articles homonymes, voir Péridier.
Jean Alexandre Péridier (né le 12 septembre 1767 à Sète et mort le 13 décembre 1826 à Toulon) est un marin français, contre-amiral.

## Grades successifs
- 19 avril 1791 : Matelot
- 9 février 1794 : Enseigne de vaisseau
- 21 décembre 1794 : Lieutenant de vaisseau
- 24 septembre 1803 : Capitaine de frégate
- 12 juillet 1808 : Capitaine de vaisseau de deuxième classe[1]
- 1er juillet 1814 : Contre-amiral (en retraite)[2]

## Décorations Françaises
- Légion d'honneur : Légionnaire (14 juin 1804), Officier (16 août 1811)[3]
- Ordre royal et militaire de Saint-Louis: Chevalier (5 juillet 1814)

## Décoration étrangère importante
- Italie: Chevalier de l'Ordre de la Couronne de Fer (13 avril 1811)[4]

## Historique
Commandant de la frégate française La Flore, il participa notamment à la bataille de Lissa en 1811, où il eut le bras gauche emporté par un boulet anglais. Il atteindra le grade de contre-amiral, dans la Marine française.